# Sergio Sendel
Arnoldo Sergio Santaella Sendel (Ciudad de México, 4 de noviembre de 1966) es un actor mexicano de televisión y cine. 
Es conocido por interpretar personajes principalmente de villanos. En 1993 participó en la película Zapatos viejos. Su trayectoria en telenovelas se inició con una pequeña participación en la serie Cuando llega el amor, protagonizada por la actriz Lucero. También por su voz de doblaje del personaje Diego en la película infantil La era de hielo al lado de Jesús Ochoa y Carlos Espejel.

## Filmografía

### Telenovelas
- Top Chef VIP (2025) - Concursante[1]
- El Conde: amor y honor (2024) - Gerardo Villarreal[2]
- Golpe de suerte (2023-2024) - Dante Ferrer[3]
- Mi fortuna es amarte (2021-2022) - Adrián Cantú Garza[4]
- Juntos el corazón nunca se equivoca (2019) - Ubaldo Ortega Fabela[5][6]
- Lo imperdonable (2015) - Emiliano Prado-Castelo
- Lo que la vida me robó (2013-2014) - Pedro Medina
- Una familia con suerte (2011-2012) - Vicente Irabién Ruvalcaba
- Mañana es para siempre (2008-2009) - Damián Gallardo Roa
- Destilando amor (2007) - Aarón Montalvo Iturbe
- Heridas de amor (2006) - César Beltrán Campuzano
- La esposa virgen (2005) - Fernando Ortiz Betancourt
- Amarte es mi pecado (2004) - Arturo Sandoval
- La otra (2002) - Adrián Ibáñez
- La intrusa (2001) - Danilo Roldán Limantour
- Mujer bonita (2001) - Miguel
- Ramona (2000) - Rex / Jack Green
- Tres mujeres (1999-2000) - Adrián de la Fuente
- Los hijos de nadie (1997) - Mauricio
- El premio mayor (1995-1996) - Luis Gerardo Domínguez
- Dos mujeres, un camino (1993-1994) - Raymundo Soto #2
- Mágica juventud (1992-1993) - Leonardo Grimaldi
- Muchachitas (1991-1992) - Pedro Arango
- Al filo de la muerte (1991-1992)
- La pícara soñadora (1991) - Hugo
- Alcanzar una estrella II (1991) - Ricardo "Rico" Puente
- Mi pequeña Soledad (1990) - Gustavo "Tavo"
- Cuando llega el amor (1989-1990) - El Chicles

### Series
- Mujer, casos de la vida real (1994-1997)

### Cine
- Zapatos viejos (1993)
- Modelo antiguo (1992) - Manuel Orellana Jr.
- Alma negra, magia blanca (1991)

### Doblaje
- Un gallo con muchos huevos (2015) - Bankivoide
- La era de hielo (2002) - Diego

## Premios y nominaciones

### Premios TVyNovelas
| 2020 | Mejor villano           | Juntos el corazón nunca se equivoca | Nominado |
| 2015 | Mejor actor antagónico  | Lo que la vida me robó              | Nominado |
| 2008 | Mejor actor antagónico  | Destilando amor                     | Ganador  |
| 2007 | Mejor actor antagónico  | Heridas de amor                     | Nominado |
| 2004 | Mejor actor protagónico | Amarte es mi pecado                 | Nominado |
| 2003 | Mejor villano           | La otra                             | Nominado |

### Premios Bravo
| Año  | Categoría              | Telenovela      | Resultado |
| ---- | ---------------------- | --------------- | --------- |
| 2008 | Mejor actor antagónico | Destilando amor | Ganador   |

### Premios INTE
| Año  | Categoría        | Trabajo nominado | Resultado |
| ---- | ---------------- | ---------------- | --------- |
| 2003 | Actor de Reparto | La otra          | Nominado  |

### People en Español
| Año  | Categoría     | Telenovela             | Resultado |
| ---- | ------------- | ---------------------- | --------- |
| 2014 | Mejor Villano | Lo que la vida me robó | Ganador   |
| 2012 | Mejor Villano | Una familia con suerte | Nominado  |
| 2009 | Mejor Villano | Mañana es para siempre | Nominado  |